# Liriomyza anthemidis
Liriomyza anthemidis este o specie de muște din genul Liriomyza, familia Agromyzidae, descrisă de Pakalniskis în anul 1994.
Este endemică în Lituania. Conform Catalogue of Life specia Liriomyza anthemidis nu are subspecii cunoscute.